# Merope spinosa
Merope spinosa là một loài thực vật có hoa trong họ Cửu lý hương. Loài này được (Blume) M. Roem. mô tả khoa học đầu tiên năm 1846.